# کوئین استون (انتاریو)
کوئین استون (به انگلیسی: Queenston) یک منطقهٔ مسکونی در کانادا است که در نایاگارا-آن-د-لیک واقع شده‌است.